# Спиране на мисли
Спирането на мисли е термин от дзен, свързан с постигането на умственото състояние самадхи, където нормалния умствен поток се забавя и впоследствие спира за кратки или дълги периоди, позволявайки на практикуващия да преживее мира на освобождението. Това обикновено става по време на дзадзен медитация, но в идеалния случай трябва да се усвои, така че да може да се прави редовно.